# Premio Grieg
Il Premio Grieg, in norvegese: Grieg-prisen, (istituito nel 1972 a Bergen, in Norvegia) viene assegnato dall'«Edvard Grieg Museum Troldhaugen» a un musicista, direttore d'orchestra o musicologo norvegese che in modo particolare abbia comunicato la musica di Edvard Grieg. È stato addirittura assegnato per ben cinque volte a persone che hanno fatto uno sforzo speciale per Edvard Grieg e Troldhaugen. Il premio viene assegnato ogni anno il giorno del compleanno di Edvard Grieg, il 15 giugno.

## Vincitori
- 1972: Jens Harald Bratlie
- 1973: Arve Tellefsen
- 1974: Olav Eriksen
- 1975: Follesø Mannskor e Valter Aamodt
- 1976: Hindarkvartetten
- 1976: Sigmund Torsteinson (straordinario)
- 1977: Edith Thallaug
- 1978: Jan Henrik Kayser, Anne Bolstad e Finn Nielsen
- 1979: Terje Tønnesen
- 1980: Eva Knardahl
- 1981: Finn Benestad e Dag Schjelderup-Ebbe
- 1981: Carl O. Gram Gjesdal (straordinario)
- 1982: Bergen Filharmoniske Orkester e Karsten Andersen
- 1983: Det Norske Kammerorkester
- 1984: Ellen Westberg Andersen
- 1985: Bergen Domkantori e Magnar Mangersnes
- 1985: Johan Severud (straordinario)
- 1986: Aage Kvalbein
- 1987: Marianne Hirsti
- 1988: Einar Steen-Nøkleberg
- 1989: Harald Bjørkøy
- 1990: Leif Ove Andsnes
- 1991: Truls Mørk
- 1992: Ole Kristian Ruud
- 1993: Elizabeth Norberg-Schulz
- 1994: Rikskonsertene / Fylkeskonsertane i Hordaland
- 1995: Jiri Hlinka
- 1996: Håvard Gimse
- 1997: Grieg Trio
- 1998: Henning Kraggerud e Helge Kjekshus
- 1999: Inger Elisabeth Haavet
- 2000: Bodil Arnesen e Erling Ragnar Eriksen
- 2001: Ragnhild Heiland Sørensen
- 2001: Lizsy Sandal (straordinario)
- 2002: Non assegnato
- 2003: Håkon Austbø
- 2004: Per Gynt-stemnet på Vinstra, regista Svein Sturla Hungnes e direttore d'orchestra: Eldar Nilsen
- 2005: Vertavo-kvartetten
- 2006: Per Vollestad e Sigmund Hjelset
- 2007: Bergen Filharmoniske Orkester e Ole Kristian Ruud
- 2007: Erling Dahl jr. (straordinario)
- 2008: Non assegnato
- 2009: Njål Sparbo
- 2010: Audun Kayser[2]